# Episodi di Dexter (prima stagione)
La prima stagione della serie televisiva Dexter è stata trasmessa in prima visione negli Stati Uniti d'America da Showtime dal 1º ottobre al 17 dicembre 2006.
In Italia è stata trasmessa in prima visione satellitare da Fox Crime dall'11 ottobre al 27 dicembre 2007, ed in chiaro da Italia 1 dal 5 settembre al 21 novembre 2008.
L'antagonista principale della stagione è il killer del camion frigo alias Brian Moser.
| nº | Titolo originale          | Titolo italiano          | Prima TV USA     | Prima TV Italia  |
| -- | ------------------------- | ------------------------ | ---------------- | ---------------- |
| 1  | Dexter                    | Dexter                   | 1º ottobre 2006  | 11 ottobre 2007  |
| 2  | Crocodile                 | Lacrime di coccodrillo   | 8 ottobre 2006   | 18 ottobre 2007  |
| 3  | Popping Cherry            | La prima volta           | 15 ottobre 2006  | 25 ottobre 2007  |
| 4  | Let's Give the Boy a Hand | Album di famiglia        | 22 ottobre 2006  | 1º novembre 2007 |
| 5  | Love American Style       | Amore in stile americano | 29 ottobre 2006  | 8 novembre 2007  |
| 6  | Return to Sender          | Rispedire al mittente    | 5 novembre 2006  | 15 novembre 2007 |
| 7  | Circle of Friends         | I miei colleghi          | 12 novembre 2006 | 22 novembre 2007 |
| 8  | Shrink Wrap               | Strizzacervelli in busta | 19 novembre 2006 | 29 novembre 2007 |
| 9  | Father Knows Best         | Segreti di famiglia      | 26 novembre 2006 | 6 dicembre 2007  |
| 10 | Seeing Red                | Bagno di sangue          | 3 dicembre 2006  | 13 dicembre 2007 |
| 11 | Truth Be Told             | La verità è svelata      | 10 dicembre 2006 | 20 dicembre 2007 |
| 12 | Born Free                 | Nato libero              | 17 dicembre 2006 | 27 dicembre 2007 |

## Dexter

Michael C. Hall è Dexter Morgan

- Titolo originale: Dexter
- Diretto da: Michael Cuesta
- Scritto da: James Manos, Jr.

### Trama
Dexter Morgan è un tecnico forense esperto in tracce ematiche, ma è anche un serial killer che non riesce a fare a meno di uccidere gli assassini che scopre nel corso delle sue indagini, prendendo dei campioni di sangue delle sue vittime come ricordo. Il suo prossimo bersaglio è Jamie Jerworski, un parcheggiatore che sembra abbia ucciso una giovane donna. Secondo il codice di Harry, padre adottivo di Dexter, egli deve assicurarsi della colpevolezza di Jamie prima di ucciderlo e quindi si introduce in casa del sospettato. Allo scopo di mascherare la sua vera natura, Dexter frequenta una donna con due figli piccoli, Rita, che ha problemi di natura sessuale derivanti da episodi di violenza domestica subiti in passato. Intanto un altro serial killer è entrato in azione nella città di Miami e Dexter deve analizzare altre due scene del crimine: i corpi di due donne sono stati completamente smembrati senza lasciare neanche una goccia di sangue. In uno dei due casi la polizia non riesce a trovare la testa della vittima. Dexter rivela i suoi sospetti alla sorella Debra, agente della polizia di Miami: l'assassino probabilmente ha avuto la possibilità di congelare il sangue e quindi per compiere i delitti potrebbe aver utilizzato un camion frigorifero. Dexter è in contrasto con il sergente Doakes riguardo a un vecchio caso: lui propende per un crimine passionale, Doakes invece sostiene che sia collegato a un traffico di droga. Dexter avvicina e cattura Jamie, il parcheggiatore, che ammette la sua colpevolezza, ma dichiara di non provare alcun rimorso per le sue azioni, così Dexter lo uccide. Successivamente, guidando verso casa di Rita, un camion frigorifero attira la sua attenzione e quindi decide di seguirlo. L'uomo al volante lancia una testa mozzata contro l'auto di Dexter. Giunto a casa di Rita, Dexter scopre che la donna ha deciso di portare la loro relazione a un livello più intimo e lui si trova molto a disagio, in quanto non interessato a rapporti fisici. Si salva grazie alla telefonata del figlio più piccolo di Rita, Cody, che non si sente bene e vuole tornare a casa. Nel suo appartamento, Dexter trova la testa di una Barbie sul frigorifero e dentro al freezer le parti restanti della bambola, tagliate proprio come quelle dei cadaveri delle donne uccise dal killer del camion frigo.
- Guest star: C.S. Lee (Vince Masuka), Jim Abele (Mike Donovan), Margo Martindale (Camilla), Dominic Janes (Giovane Dexter), Susie Taylor (Detective Sue), Christina Robinson (Astor), Daniel Goldman (Cody Bennett), Patrick Michael Buckley (Agente Oliver), Ethan S. Smith (Jamie Jaworski), Marc Macaulay (Detective), Devon Graye (Dexter adolescente), Justin Kane (Agente Simon), Neeona Neel (Jane Saunders), Jeanne Tidwell (Mrs. Donovan).

## Lacrime di coccodrillo
- Titolo originale: Crocodile
- Diretto da: Michael Cuesta
- Scritto da: Clyde Phillips

### Trama
Debra si reca nell'appartamento del fratello e inizia a parlare con lui del caso del serial killer. Successivamente Dexter si reca in tribunale e, dopo aver testimoniato su un caso, nota un uomo in preda allo sconforto. Si tratta del padre di un ragazzo rimasto ucciso in un incidente stradale. Si sospetta che il conducente, Matthew Chambers, fosse in stato di ebbrezza al momento dell'impatto. Dexter si reca poi sulla scena di un nuovo crimine e incappa nel tenente LaGuerta che, nonostante estremamente professionale, non nasconde una certa attrazione per lui. Dexter stabilisce il punto del ponte da cui il corpo deve essere caduto e fa notare ad Angel che c'è della carne umana nella bocca della vittima. Alla centrale di polizia, Debra rivela al fratello di avere un nuovo fidanzato, Shawn il meccanico, e Dexter li invita a unirsi a lui e Rita per una uscita a quattro. LaGuerta annuncia che il cadavere ritrovato sotto al ponte è di un poliziotto, Ricky Simmons. Cercando un parente per l'identificazione, LaGuerta e Doakes trovano la moglie di Ricky Simmons, Cara, stesa al suolo: le hanno sparato, sanguina e ha perso conoscenza. Analizzando la scena del crimine, Dexter trova il cellulare di Cara sotto al divano. Gli agenti scoprono che Ricky era un agente sotto copertura, infiltrato nella famiglia del criminale Carlos Guerrero. Più tardi Rita cerca nuovamente un momento di intimità con Dexter, ma questi la distrae parlandole dell'invito all'uscita a quattro con Debra e il suo nuovo fidanzato. Successivamente, Debra chiama Dexter e gli dice di aver trovato il camion frigo. Dexter raggiunge la sorella e i due rinvengono un grosso blocco di ghiaccio nel quale sono contenute alcune falangi appartenenti all'ultima vittima del serial killer. Dexter è sorpreso che il killer abbia lasciato le impronte digitali. Dalla carne nella bocca dell'agente di polizia morto, viene prelevato un campione di DNA e ora la polizia sa chi ha ucciso il poliziotto. Il sergente Doakes esegue l'arresto. In tribunale, Dexter osserva Matthew Chambers testimoniare e versare “lacrime di coccodrillo” per farsi scagionare dalla giuria. Angel e Dexter tornano a casa del poliziotto per rivisitare la scena del crimine e questa volta Dexter scopre una traccia di sangue. L'esame del DNA conferma che il sangue appartiene allo stesso uomo che ha gettato il poliziotto dal ponte. In un flashback si scopre che il partner di Harry Morgan, Davie Sanchez, era stato ucciso sul lavoro. Harry dice all'adolescente Dexter che deve trovare chi ha ucciso il suo partner. Dexter va in un bar e osserva Matthew Chambers mentre beve, dopo aver dichiarato in tribunale di essere astemio da un anno. Il tecnico decide quindi di parlare con Matt e si rafforza in lui la decisione di ucciderlo. Nonostante sia ubriaco, Matt prende lo stesso la macchina e se ne va. Dexter fa alcune ricerche e scopre che Matt ha compiuto crimini in altri luoghi. Il “codice di Harry” è rispettato: Dexter può preparare la stanza che userà per ucciderlo. Dexter, Deb, Rita e Shawn escono a cena insieme e Rita si sente un po' a disagio visto che lei e Dexter non sono così intimi come lo sono invece Debra e Shawn. LaGuerta è costretta ad accettare la decisione del capitano di riassegnare Debra alla omicidi. LaGuerta dice a Doakes che Cara Simmons è morta e, dalla sua reazione, capisce che Doakes aveva una relazione con la donna, ma gli lascia ugualmente il caso. Dexter sta per seguire Matt Chambers fino a casa sua per ucciderlo, quando riceve un messaggio da Debra che gli chiede di raggiungerla al più presto perché ha delle novità. La sorella gli rivela che Shawn è sposato. Nel pub in cui stanno cenando Dexter e Debra, c'è anche Guerrero (Ricky Simmons si era infiltrato nella sua famiglia in quanto Guerrero è un trafficante di droga) e siccome anche quest'ultimo è sospettato per la morte di Ricky, Dexter vorrebbe seguirlo e ucciderlo abbandonando per una volta il codice di Harry, ma resiste e torna a casa per uccidere invece Matt. Guardando verso il suo frigo, Dexter vede che la testa della Barbie mutilata è stata spostata all'esterno, sullo sportello. Quando apre il freezer scopre che le altre parti della bambola sono sparite.
- Guest star: Geoff Pierson (Capitano Tom Matthews), Sam Trammell (Matt Chambers), Rudolf Martin (Carlos Guerrero), Cristos (Norberto Cervantez), C.S. Lee (Vince Masuka), Richard Gunn (Sean), Lisa Kaminir (Prosecutor), Christina Robinson (Astor), Daniel Goldman (Cody Bennett), Maureen Muldoon (Kara Simmons), Devon Graye (Dexter adolescente), Keith Pillow (Avvocato), Brandon Morris (EMT), Roger Hewlett (Mr. Pryce), Alex Schemmer (Alexander Pryce), Andrew Hawkes (Guardia), Roxanne Beckford (Reporter), Nina Onuora (1° agente in uniforme), Camila Banus (Ragazza che nuota).

## La prima volta
- Titolo originale: Popping Cherry
- Diretto da: Michael Cuesta
- Scritto da: Daniel Cerone

### Trama
Viene svolto il funerale di Ricky Simmons, il poliziotto sotto copertura ucciso dalla banda di Carlos Guerrero. Doakes assicura a tutti che darà assiduamente la caccia al mandante del duplice omicidio. Da una delle prigioni della Florida viene rilasciato Jeremy Downs, un giovane che ha iniziato a uccidere a soli 15 anni e ha eliminato a coltellate moltissimi detenuti. Dexter l'aveva notato all'epoca del suo primo omicidio e si era accorto che il ragazzo aveva già una spiccata tendenza a uccidere. Un “amico” di Paul, l'ex marito di Rita, ruba l'automobile della donna. Egli pensa che sia il giusto risarcimento per il debito di 60 grammi di cocaina contratto da Paul. Il killer del frigo ha lasciato il cadavere di una donna nella porta da hockey nel palazzetto del ghiaccio. Debra si finge una prostituta per cercare di carpire informazioni dalle altre prostitute con cui la vittima lavorava. A un mercatino locale Dexter vede il giovane Jeremy comprare un pugnale. Intanto Doakes va ad affrontare Carlos Guerrero nella chiesa di famiglia dove si festeggia la cresima della figlia. Doakes accusa Carlos degli omicidi di Ricky e Kara. L'unico indizio che scopre Debra è che la prostituta Cherry è stata vista per l'ultima volta entrare in una vecchia station wagon. Il guardiano notturno del campo da hockey è scomparso da quando il corpo di Cherry è stato lasciato lì e LaGuerta lo inserisce nella lista dei sospettati. Gli agenti perquisiscono l'abitazione dell'uomo e trovano il video della sorveglianza. Ora tutti, eccetto Dexter e Debra, sono convinti che il colpevole sia lui, Tony Tucci. In un flashback Harry, sul letto di morte, fa capire a Dexter che la sua infermiera è una killer e lo prega di fermarla prima che uccida di nuovo. Mentre guardano il video della sorveglianza del campo, Deb e Angel scoprono che il guardiano probabilmente è stato costretto dall'assassino del camion a piazzare il corpo nella porta del campo da hockey. Dexter, mentre tenta di interrompere Jeremy in quello che sembra l'atto di un nuovo omicidio, ha uno spaventoso faccia a faccia con un alligatore. Debra viene rimproverata dal capitano mentre gli espone le sue teorie scavalcando così LaGuerta. Il capitano chiarisce che questo genere di cose non devono capitare e che questo non favorisce i suoi rapporti con LaGuerta. Poi, in privato, l'uomo rimprovera anche LaGuerta per non avere ascoltato Deb. LaGuerta continua la ricerca del guardiano notturno. Deb, mentre controlla la zona in cui lavorava prima di passare alla omicidi, vede una station wagon che coincide con la descrizione di quella su cui è stata vista salire Cherry. La donna si avvicina per controllare, ma scopre che quello non è il veicolo appartenente all'assassino. In macchina con altri poliziotti, Doakes viene coinvolto in una spedizione punitiva contro un uomo che lavora per Guerrero. Dexter, poco prima di sedare Jeremy, scopre che il ragazzo era stato stuprato in passato da un ragazzo più grande ed è questo il motivo per cui è diventato un omicida. Dexter rinuncia quindi a uccidere il ragazzo ma, in un altro flashback, lo si vede eliminare l'infermiera che accudiva Harry. Dexter porta a Rita un'auto presa in prestito dal deposito della polizia.
- Guest star: Geoff Pierson (Capitano Tom Matthews), Rudolf Martin (Carlos Guerrero), C.S. Lee (Vince Masuka), Brad William Henke (Tony Tucci), Scott William Winters (Detective McNamara), Mark L. Young (Jeremy Downs), Denise Crosby (Infermiera Mary), Lizette Carrion (Shanda), Dominic Janes (Giovane Dexter), Tom Schanley (strozzino di Paul), Amanda Wyss (Assistente Sociale), Christina Robinson (Astor Bennett), Daniel Goldman (Cody Bennett), Margarita O'Quendo (Celeste Guerrero), Priscilla Medina (Rose Guerrero), Anderson Goncalves (Lucas), Devon Graye (Dexter adolescente), Taso Papadakis (Poliziotto), Diane Mizota (Karen Yee).

## Album di famiglia
- Titolo originale: Let's Give the Boy a Hand
- Diretto da: Robert Lieberman
- Scritto da: Drew Z. Greenberg

### Trama
Dexter arriva su una scena del crimine, dove è stata rinvenuta una mano mozzata posta su una sdraio. La mano appartiene a un individuo di sesso maschile e Dexter non è certo che questa sia opera dell'assassino del camion frigo. L'assassino ha anche lasciato un'istantanea della scena del crimine in un secchio accanto alla mano. Mentre Dexter rimugina sull'accaduto, nella sua mente affiora un ricordo della sua infanzia e di una giornata trascorsa in quella stessa spiaggia con sua madre. Alla centrale, il capitano comunica che le impronte della mano appartengono a Tony Tucci, la guardia di sicurezza del campo da hockey in cui era stato rinvenuto l'ultimo cadavere. LaGuerta era andata in TV accusando Tony di essere l'assassino ma, alla luce dei recenti avvenimenti, il capitano la costringe ad andare dalla madre di Tucci per scusarsi dell'errore. Doakes, Deb ed Angel tornano alla spiaggia, insieme ad altri agenti, per cercare ulteriori indizi e parlare con potenziali testimoni. Il cane dei vicini di Rita fa molto rumore e quindi Dexter va a parlare con la proprietaria e scopre che il cane è del fidanzato della ragazza che se n'è andato senza portarselo via. Alla richiesta di Dexter di calmare il cane, la donna gli sbatte la porta in faccia. Viene rinvenuto un piede mozzato su una panchina, vicino ad uno scarpino da calcio. Dexter dice a Doakes che la presenza di sangue in queste nuove tracce è una sorta di messaggio da parte dell'assassino. Intimamente Dexter è sicuro che il messaggio sia rivolto a lui. Doakes affronta il fratello di Kara e lo accusa di dare la caccia al poliziotto sbagliato. Rita parla con la vicina a proposito del cane, ma anche a lei viene chiusa la porta in faccia. Dexter è sicuro che Tony Tucci sia ancora vivo. Dexter ed Angel notano che le parti del corpo vengono lasciate tutti i giorni verso le 7 del mattino, ciò li induce a credere che alle 7 del mattino dopo, riceveranno un altro indizio. Maria LaGuerta informa la madre di Tony di quello che sta accadendo. Deb è stanca di essere bloccata a guardare i video di sorveglianza e chiede a Dexter di aiutarla a scoprire dove verrà depositata la prossima parte del corpo. Dexter ipotizza che il nuovo indizio verrà lasciato in discarica. Gli agenti si recano alla discarica, ma non trovano nulla. Un suggerimento li porta però a ispezionare anche un campo di zucche. Dexter ricorda che quando era più piccolo aveva attraversato quel luogo con Deb ed Harry su un carro trainato da un trattore. Nel campo la polizia scopre la caviglia e la gamba di Tony Tucci. Dexter è sempre convinto che Tony sia ancora vivo, ma che non lo sarà ancora a lungo. Il cane della vicina di Rita viene portato ad una famiglia con dei bambini che si prenderanno cura di lui. Rita e Dexter vedono alcune foto dell'infanzia di Dexter e notano una faccina sorridente sul retro di una foto. Dexter è certo che sia stata messa lì dall'assassino. Mentre Dexter si trova nei pressi dell'ospedale assiste all'agguato di Doakes da parte di Gerrero e dei suoi uomini. Guerrero alza la pistola per sparare, ma viene ferito dall'agente McNamara, il fratello di Kara. McNamara aveva usato Doakes come esca per arrivare a Guerrero e vendicarsi di lui. Quando Guerrero viene preso in custodia, McNamara dice a Doakes che sua sorella ora può riposare in pace e che loro sono pari. All'ospedale, Dexter sente delle grida d'aiuto e trova Tony Tucci, gravemente mutilato, che implora di essere ucciso. Dexter ha la sensazione che l'assassino gli abbia voluto lasciare una vittima da eliminare, ma il codice di Harry non gli permette di porre fine alla vita dell'uomo. L'assassino rompe una finestra per poter scattare una fotografia della scena. Dexter risale le scale per cercare l'immagine ed invia un messaggio a Deb per lasciare che sia la sorella a prendersi i meriti del ritrovamento di Tony Tucci vivo.
- Guest star: Geoff Pierson (Capitano Tom Matthews), Rudolf Martin (Carlos Guerrero), Gina Hecht (Mrs. Tucci), Brad William Henke (Tony Tucci), Scott William Winters (Detective McNamara), Dominic Janes (giovane Dexter), Erin Daniels (Vicina di Rita), Monique Gabriela Curnen (Yelina), Angela Alvarado (Nina Batista), Christina Robinson (Astor Bennett), Daniel Goldman (Cody Bennett), Laura Marano (giovane Debra), Devon Graye (Dexter adolescente), Haley King (Debra adolescente), Carlease Burke (Assistente), Kathrin Middleton (Doris Morgan), Alex Wexo (Detective numero 1), Francisco Viana (Detective numero 2), Ashton Moio (Simon), Connor Matheus (Bully), Alden McKay (Nonno), Elena Maria Garcia (Tecnico), Krista Swan (Cantante).

## Amore in stile americano
- Titolo originale: Love American Style
- Diretto da: Robert Lieberman
- Scritto da: Melissa Rosenberg

### Trama
Dexter esamina l'ospedale dove Tony Tucci è stato ritrovato. Nel frattempo arriva anche Deb che è convintissima che su questa scena del crimine le uniche tracce che troveranno saranno quelle appartenenti alla vittima. Intanto Rita parla con Yelina, la cameriera dell'hotel in cui lavora e scopre che il fidanzato della donna sarebbe dovuto arrivare da Cuba illegalmente. L'uomo però è scomparso perché Yelina non è riuscita a pagare l'uomo che avrebbe dovuto introdurre il fidanzato nel paese. Rita chiede aiuto a Dexter per risolvere la situazione. Doakes è arrabbiato con Deb perché ha lasciato un mozzicone di sigaretta sulla scena del crimine. L'uomo le ordina di andare all'ospedale e di aspettare che Tony Tucci si svegli e le raccomanda di non parlare con lui. Dexter sa che molti cubani a Miami devono pagare per portare la propria famiglia in America e talvolta vengono fatti sparire. Tra i criminali coinvolti in casi di immigrazione clandestina c'è un certo Jorge Castillo soprannominato "il Coyote". Dexter è convinto che lui possa essere il colpevole della scomparsa del fidanzato di Yelina. Il Coyote dirige uno sfasciacarrozze senza dipendenti che sembra essere un luogo perfetto dove nascondere un'attività illegale. Una telefonata informa Dexter che è stato ritrovato il corpo di un uomo annegato che coincide con la descrizione del fidanzato di Yelina. Dexter porta la donna all'obitorio per l'identificazione. Tony Tucci si risveglia in ospedale e inizia la riabilitazione per imparare a camminare senza metà gamba destra e senza la mano sinistra. L'uomo dichiara di non essere mai riuscito a guardare bene l'assassino del camion frigo né di aver sentito distintamente la sua voce. Inoltre Tony sembra essere molto attratto da Deb. Dexter si reca al molo nella barca di Jorge, e cerca delle prove al suo interno. Lì trova diversi cellulari e cerca di scoprire se uno di essi è raggiungibile tramite il numero posseduto da Yelina. Dexter nota una botola e, quando l'apre, vede che è piena di cadaveri annegati. Dexter viene quasi scoperto quando Jorge arriva per farsi un giro in barca. Gli interrogatori di Tony Tucci all'ospedale non danno nuovi dati. Doakes e Deb suggeriscono di bendarlo, potrebbe essere d'aiuto per ricordare qualcosa. Essendo così più concentrato, potrebbe ricordare qualche altra cosa. Il tentativo funziona: Tony ricorda che l'assassino mangiava caramelle per la tosse al mentolo. Sulla scena del crimine, in una tana di topi, scoprono una carta di caramella per la tosse che potrebbe avere qualche traccia di DNA. Su di essa trovano infatti un'impronta parziale. Dexter scopre che la moglie di Jorge non è innocente come pensava, ma è complice e consapevole di tutto. Dexter uccide due vittime contemporaneamente. Prima di ucciderli li costringe a dargli dei consigli, visto che loro sono killer a sangue freddo, possono aiutarlo a convivere con questa sua “costrizione”. Deb è d'accordo nell'aiutare l'amica prostituta con i suoi problemi, in cambio di un favore. Arriva all'ospedale con la prostituta, Deb rimane di guardia alla porta mentre Tony riceve qualche particolare “cura fisica”, non compresa nella terapia. Mentre Dexter sta caricando il bagagliaio della sua macchina con i resti di Jorge e Valerie Castillo, non nota l'occhio che lo fissa dal bagagliaio di un'altra macchina. Dexter, dopo aver liberato un gruppo di cubani che erano stati rinchiusi nel capannone di Castillo, scarica i corpi delle sue ultime vittime nell'oceano. A pranzo da Rita, Dexter le chiede se ha un sogno nella vita. Insieme scoprono che entrambi vogliono la stessa cosa. Una semplice, noiosa vita normale. Forse possono averla insieme.
- Guest star: C.S. Lee (Vince Masuka), Christian Camargo (Rudy Cooper), Sam Witwer (Neil Perry), Brad William Henke (Tony Tucci), José Zúñiga (Jorge Castillo), Angela Alvarado (Nina Batista), Monique Gabriela Curnen (Yelina), Valerie Dillman (Valerie Castillo), Scott MacDonald (Agente Gerard), Lizette Carrion (Shanda), Minerva García (Mariel), Ashley Rose (Mindy), Devon Graye (Dexter adolescente), Josh Daugherty (Morgue Attendant), June Angela (Dottore), Terry Woodberry (Tecnico), Carmen Olivares (Puttana numero 1), Norma Fontana (Puttana numero 2).

## Rispedire al mittente
- Titolo originale: Return to Sender
- Diretto da: Tony Goldwyn
- Scritto da: Timothy Schlattmann

### Trama
Dexter viene contattato per recarsi nello sfasciacarrozze dove lui stesso ha ucciso la coppia di criminali che eliminava gli immigrati cubani clandestini. Dexter è preoccupato per averli uccisi insieme perché potrebbe essergli sfuggito qualcosa. All'interno della roulotte dove ha commesso il delitto c'è il cadavere della donna che lui stesso aveva gettato nell'oceano. Dexter capisce subito che l'assassino del camion frigo ha recuperato il corpo e vuole vendicarsi con Dexter perché non ha ucciso Tucci. Deb riesce a identificare il cadavere. Masuka è convinto che la donna non sia stata uccisa dove è stata trovata e si accorge del foro provocato dalla siringa che Dexter ha usato per addormentarla. Dexter però riesce a convincerlo che quello non è altro che un neo o una puntura d'insetto. Intanto Doakes, LaGuerta e Deb scoprono il nascondiglio in cui la coppia teneva rinchiusi i cubani e sul pavimento trovano una scritta con un nome (Marielle) e un numero di telefono. Gli agenti trovano anche un bambino cubano di sette anni all'interno del bagagliaio di una macchina, proprio nelle vicinanze della roulotte in cui Dexter ha commesso l'omicidio. Dexter chiede a Deb se il bambino ha visto qualcosa, ma a quanto pare il piccolo parla solo spagnolo ed è molto spaventato. Il protagonista si rivela essere molto preoccupato poiché crede che il bambino possa averlo visto eliminare la coppia di trafficanti. 
Dexter sa di non poter rivelare a nessuno la verità, specialmente a sua sorella. In un flashback si vede la piccola Deb che implora Harry di portarla a caccia con lui e Dexter. Il padre però glielo vieta. Harry dice a Dexter che sua sorella non dovrà mai sapere ciò che stanno facendo e che può sopravvivere solo se nasconde la verità alle persone che gli sono più care, in modo da proteggerle se qualcosa dovesse andare storto.
Alla centrale Angel ha rintracciato il numero di telefono di Marielle, una profuga cubana, vittima dei Castillo. Doakes interroga Marielle e le chiede anche informazioni sul bambino ritrovato nel bagagliaio. Lei risponde di non avere mai visto alcun bambino. Dexter analizza con Masuka il rapporto stilato dalla polizia sulla sua stessa vittima: non è stato rinvenuta alcuna fibra e la morte è avvenuta per dissanguamento. Sul corpo però è stata trovata traccia del tranquillante per animali che Dexter usa per sedare le proprie vittime ed è possibile risalire a una lista di persone che hanno fatto richiesta. Dexter pensa che sia finita perché lo pseudonimo che ha utilizzato per comprare la sostanza comparirà su quella lista.
Dexter riceve una telefonata da Rita che gli racconta di aver ricevuto una chiamata da Paul che le ha comunicato di essere stato scarcerato e di aver intenzione di partecipare alla festa di compleanno di sua figlia Astor. Rita dice a Dexter che si sentirebbe più tranquilla se lui riuscisse a venire all'evento. Angel dice a Dexter che LaGuerta sta portando il bambino in centrale per tracciare un identikit perché questi ha rivelato di essere stato salvato da un uomo. Intanto Doakes fa perquisire la casa e la barca dei Castillo perché è convinto che sia stato il marito a uccidere Valerie. Deb invece pensa che si tratti di un killer che sta cercando di emulare le gesta dell'assassino del camion frigo. Dexter si reca allo sfasciacarrozze e si infila nel baule della macchina in cui era nascosto il bambino e verifica che il ragazzo potrebbe averlo visto. Dexter va a casa di Rita e la donna gli racconta che Paul sarebbe capace di presentarsi alla festa della figlia anche se lei glielo vietasse. Dexter la rassicura e le dice che se Paul si farà vivo, lo affronteranno insieme.
Dexter entra nella casella mail di Masuka e cancella il proprio pseudonimo dalla lista inviata dall'anti-droga. Dexter pensa che Harry non approverebbe la distruzione delle prove, ma non vorrebbe nemmeno che lui venisse preso. Deb espone la sua teoria del killer imitatore a Dexter. Il profilo stilato da Deb coincide perfettamente con quello del fratello: lei crede che l'assassino possa sentire un legame con l'assassino del camion frigo, che sia eccitato da ciò che fa. Il taglio sulla guancia della vittima è la sua firma e inoltre pensa che, a causa della mancanza di prove rinvenute sulla scena del crimine, il sospettato potrebbe avere familiarità con le procedure investigative. Dexter cerca di convincere Deb che il suo profilo rientra troppo nei profili da manuale e le consiglia di non esporre le sue teorie a LaGuerta. In un flashback Harry sorprende la piccola Deb mentre prova a sparare con la pistola del padre. Harry dice a Deb che l'ha deluso per avergli disobbedito e lei se la prende col fratello per non averla difesa. Doakes dà istruzioni agli agenti su come muoversi nell'indagine; ormai è appurato che il marito non è l'assassino e Doakes chiede a Deb se per caso abbia qualche idea. Lei espone il suo profilo a Doakes e colleghi, mentre Dex si defila per non farsi riconoscere dal bambino.
Astor è sconvolta perché i genitori delle sue amiche hanno deciso di non mandare le figlie alla sua festa, dopo aver saputo che ci sarà anche Paul. Dexter entra nella stanza degli interrogatori per cercare di sbirciare lo schizzo dell'identikit fornito dal bambino e nonostante nella stanza ci sia LaGuerta, riesce comunque a notare che gli occhi della figura somigliano molto ai suoi. LaGuerta incrocia Deb nel bagno e le chiede come ha fatto Harry ad adottare Dexter nonostante fosse coinvolto direttamente nel caso. La donna infatti sembra essersi affezionata a Oscar e vorrebbe tenerlo con sé. Astor chiede alla madre se può annullare la propria festa. Nel frattempo Dexter cerca di disfarsi dei suoi "attrezzi del mestiere" e della scatola contenente i vetrini con i campioni di delle proprie vittime. Il killer l'apre e ripercorre compiaciuto con la memoria tutte le sue vittime. Quando arriva al vetrino di Valerie Castillo, Dexter trova qualcosa d'insolito: la goccia di sangue al suo interno è stata modificata e ha assunto la forma di una faccina sorridente. L'assassino del camion frigo non è arrabbiato, lo sta solo mettendo alla prova.
Dexter torna in laboratorio e crea delle false prove per accusare Castillo dell'omicidio della moglie. Dexter dice ai suoi colleghi di aver trovato del sangue dell'uomo su un indumento e che, analizzando i tagli sulla vittima, il killer non poteva essere un imitatore, ma uno che andava di fretta e temeva di essere visto. Un vero imitatore, infatti, si sarebbe gustato il momento. Inoltre Castillo era un pescatore subacqueo e sapeva usare bene il coltello. Doakes sembra essere convinto dalla teoria di Dexter mentre Deb è molto dispiaciuta e arrabbiata col fratello per averle smontato le sue teorie. In un flashback la giovane Deb è in punizione e arrabbiata con Dex perché quest'ultimo ha raccontato ad Harry che la ragazza ha preso una delle sue pistole. Deb crede che Dex l'abbia fatto solo per poter passare più tempo da solo con Harry e gli dice che per lei sarebbe stato meglio se Harry non l'avesse mai portato nella loro vita. Deb gli chiede subito scusa e Dex le dice che lei è molto meglio di lui a sparare.
Rita chiama Paul, chiedendogli di non andare alla festa. Lui le risponde che Astor è anche sua figlia e che ha tutto il diritto di andarci. Rita allora gli ricorda su di lui vige ancora l'ordine restrittivo. Al deposito dei Castillo, un agente rinviene il coltello lasciato lì apposta da Dexter che incrimina il marito di Valerie. Così Dexter può mettere al sicuro il suo tesoro coi vetrini delle proprie vittime. Intanto alla centrale uno zio di Oscar si è presentato alla ricerca del nipote. LaGuerta sembra delusa, ma lascia andare Oscar insieme allo zio. Ormai l'identikit è completo. Angel guarda il disegno: la testimonianza è inattendibile perché il volto rappresentato è quello di Gesù Cristo. Dex è con Rita alla festa di Astor, a cui alla fine hanno partecipato tutte le sue amiche. Quando spegne le candeline, Astor dice che il suo desiderio si è già avverato, cioè l'assenza di suo padre. Dexter riflette sul suo rapporto con l'assassino del camion frigo: la loro relazione è cambiata, si è evoluta e sta diventando sempre più profonda.
- Guest star: C.S. Lee (Vince Masuka), Valerie Dillman (Valerie Castillo), Vernee Watson-Johnson (Madre di Doakes), Andi Chapman (Assistente sociale), José Zúñiga (Jorge Castillo), Christina Robinson (Astor Bennett), Daniel Goldman (Cody Bennett), Devon Graye (Dexter adolescente), Haley King (Debra adolescente), Cesar Flores (Oscar), Damian T. Raven (Forbes), Minerva García (Mariel), Kelli Kirkland (Jess), Lynn A. Henderson (Roni), Demetrius Grosse (Alex Timmons), Benton Jennings (Gene Marshall), Julie Dolan (Cindy Landon), Gabriel Salvador (Roberto), Denver Dowridge (Poliziotto), Gabriel Cordell (Artista di strada).

## I miei colleghi
- Titolo originale: Circle of Friends
- Diretto da: Steve Shill
- Scritto da: Daniel Cerone

### Trama
Dexter analizza una scena del crimine in cui la vittima è un giovane studente che sembra essere stato giustiziato. Doakes rimane perplesso perché Dex sembra affascinato dal cadavere e dal modus operandi dell'assassino. Dexter riconosce nelle ferite inferte alla vittima la mano di Jeremy, il ragazzino che aveva risparmiato in passato perché aveva commesso omicidi per "giusta causa".
In centrale Deb cerca indizi sul killer del camion frigo incrociando le informazioni rilevate sulle varie scene del crimine e scopre che Neil Perry, già interrogato come testimone quando in città comparivano i resti di Tony Tucci, era presente anche su un'altra scena del crimine. Gli agenti inseriscono l'uomo nella lista dei sospettati. Angel e Deb si recano a casa di Neil e notano che la sua macchina è una station wagon come quella in cui erano salite le vittime prima di scomparire. I due notano che Perry li sta osservando con una telecamera e decidono di irrompere in casa. L'uomo riesce a fuggire da "un'uscita d'emergenza", taglia le gomme dei due poliziotti e si dà alla fuga in macchina.
Intanto Dex confronta le ferite del ragazzo trovato morto la sera prima con quelle della vittima di Jeremy e ottiene conferma dei suoi sospetti. Dex pensa che, se avesse seguito l'istinto di eliminare il ragazzo, ora ci sarebbe una vittima innocente in meno all'obitorio. LaGuerta organizza una task force per catturare Perry e trovare delle prove tangibili che lo colleghino al killer del camion frigo. LaGuerta affida le operazioni ad Angel, mentre Doakes rimane sul caso del ragazzo accoltellato. Dexter dubita seriamente che il soggetto possa essere il killer e Deb se ne risente perché Dex sembra voler smontare le sue teorie un'altra volta.
Rita va a scuola a prendere i ragazzi, ma le dicono che è già passato il padre a prenderli. Intanto la casa di Perry si rivela essere un vero e proprio laboratorio per imbalsamare gli animali e quindi attrezzata con tutto il necessario per fare a pezzi anche una persona. Nel computer di Perry gli agenti trovano svariati articoli su come levare il sangue dagli animali e addirittura uno sulla macellazione del corpo umano. Intanto Rita è con Dexter ed è disperata. Dex le dice che si deve calmare e restare a casa nel caso Paul la chiami. A quel punto Paul e i ragazzi entrano in casa. Paul le dice di averle lasciato un messaggio dicendole che avrebbe portato i ragazzi al Luna Park. Paul vede Dex e i due si presentano. Rita è molto arrabbiata con Paul e lui si giustifica dicendo che voleva vedere i suoi bambini e che gli mancano.
Deb ed Angel trovano delle cartelle contenenti articoli di giornale sul killer del camion frigo ma soprattutto le foto, mai pubblicate, di tutte le vittime smembrate del killer pensano di avere prove a sufficienza per incastrare il criminale. Astor dice a Rita che ha fatto promettere a Paul di non picchiarla mai più. Rita torna sul divano con Dexter e gli dice che Paul si rifiuta di firmare le carte per il divorzio. Dex le chiede quando ha iniziato a capire che Paul in realtà era una persona cattiva. Lei risponde che in fondo l'ha sempre saputo ma che credeva di non meritarsi di meglio. Con l'arrivo di Dexter però le cose per lei sono cambiate in meglio. Dexter le dice che anche lui possiede un lato oscuro, ma Rita ride ed è sicura che il suo compagno non farebbe mai del male alle persone. Dexter precisa che lui non farebbe del male agli innocenti.
Dex si reca al centro di accoglienza alla ricerca di Jeremy, ma il ragazzo se n'è andato. Qui l'uomo scopre che Jeremy si prostituisce. Intanto Deb lo chiama e gli dice di correre subito a casa di Perry perché stanno per incastrare il killer del camion frigo. Dex dice a Deb che stanno dando la caccia all'uomo sbagliato perché il vero killer è una persona fredda e metodica che uccide in modo "pulito" cosa che non collide invece con l'immagine di Perry. Quest'ultimo impaglia gli animali e, se il killer fosse lui, sarebbe portato a seppellire le proprie vittime. Mentre i due stanno parlando, gli agenti estraggono dal terreno il cadavere di una persona. La donna è stata smembrata, ma in modo piuttosto grossolano. Il ritrovamento del cadavere avvalora l'ipotesi che il killer sia Perry e gli agenti tendono a minimizzare il fatto che questa vittima non sia stata tagliata in modo meticoloso, ritenendo che sia una prima prova del criminale. Dexter sembra deluso che il suo "maestro" si sia fatto scoprire.
Paul si presenta troppo spesso a casa di Rita e la donna è irritata da queste continue improvvisate. Rita è furiosa anche perché teme che Paul stia cercando di plagiare i suoi figli. Ogni volta che la donna lo rimprovera per il suo comportamento, Paul gli ricorda che è suo dovere prendersi cura dei suoi figli. Alla centrale, gli agenti cercano di studiare il profilo di Perry. I tabulati telefonici rivelano che nelle notti in cui il killer ha colpito Perry ha utilizzato il cellulare e si trovava nella zona in cui battono le prostitute. Dexter cerca di rimediare all'errore compiuto lasciando vivo Jeremy. Individua il suo obiettivo al parco e si finge uno dei suoi clienti. Doakes però è sulle tracce del ragazzo e riesce arrestarlo dopo averlo inseguito.
Deb e Angel spostano le loro indagini nei motel della zona delle prostitute. In uno di questi motel, la proprietaria dice che Perry è un cliente fisso e che è in una camera proprio in quel momento con una prostituta. I due irrompono nella stanza e trovano la prostituta legata al letto, ma viva. Perry è uscito per prendere da bere. Alla centrale Doakes ferma Dex e gli dice che non riesce a spiegarsi il motivo per cui le sue intuizioni sui killer siano sempre esatte.
Al motel, Perry rientra in stanza e Deb ed Angel sono lì ad aspettarlo e lo arrestano. Paul si presenta a casa di Rita quando la donna non c'è. Dexter non vuole farlo entrare. Paul aggredisce verbalmente il rivale e Dex minaccia di chiamare la polizia. Dexter capisce che Paul non è disposto a rinunciare ai suoi figli.
Alla centrale c'è un clima di euforia per la cattura del presunto killer. Deb incontra Doakes e lo invita a partecipare alla festa che Tony Tucci ha organizzato in ospedale per la fine della sua riabilitazione. Doakes però non sembra dell'umore adatto per andare ad una festa. Dex racconta a Rita di quello che è successo con Paul e le consiglia di cercare di ottenere il divorzio. Rita vorrebbe che Paul scomparisse per sempre e Dex si lascia per un attimo tentare dall'ipotesi di eliminarlo. Rita si reca dal marito e gli dice che se firmerà le carte per il divorzio potrà vedere i bambini due volte a settimana sotto supervisione e se si comporterà bene per 6 mesi gli concederà le visite senza supervisione. Paul firma i documenti dicendo di essere cambiato.
Alla centrale LaGuerta interroga Perry, mentre Doakes si occupa di Jeremy. Perry ha rinunciato al proprio avvocato. Alla festa di Tucci, Deb si complimenta con Rudy, il medico che gli ha innestato le protesi alla mano e alla gamba. I due chiacchierano per un po' e alla fine Rudy le chiede di andare a cena con lui. Deb accetta. Durante l'interrogatorio, Perry non ha rivelato nulla di utile inerente agli omicidi. LaGuerta capisce che ciò che eccita Perry è avere tutta l'attenzione concentrata su di sé. La donna gli dice che non avrà ciò che desidera se non parlerà. Perry così comincia a confessare, rivelando alcuni dettagli che solo la polizia conosce. Anche Dexter si convince che il killer è lui e quindi decide di dedicarsi unicamente al caso di Jeremy. Dexter chiede al ragazzo il motivo delle sue azioni visto che l'aveva avvertito di non uccidere chi non merita di morire. Jeremy gli risponde di averlo fatto per vedere se riusciva a provare dei sentimenti. Dex gli chiede se si senta meglio uccidendo e il ragazzo gli risponde di no. Dexter gli preleva del terriccio da sotto le unghie e gli dice che loro due sono simili: anche lui è vuoto dentro e il metodo che ha trovato per rendere la vita meno sconfortante è fingere di avere dei sentimenti.
Durante l'appuntamento, Deb parla a Rudy del suo passato e di suo fratello Dexter. Rudy le dice di essere diventato medico perché sua madre perse le gambe in un incidente stradale e ad un certo punto bacia Deb, che sembra gradire la cosa. Vista la grande delusione causata dalla vicenda di Perry, Dex si rende conto di aver bisogno di un legame con qualcuno. Ha rivisto se stesso in Jeremy, ma invece di aiutarlo come Harry fece con lui gli ha dato un consiglio sibillino. Dex pensa che Jeremy meriti di non essere lasciato solo. Il ragazzo però si suicida nella propria cella. Dex capisce che Jeremy ha ascoltato il suo consiglio: ha ucciso qualcuno che meritava di morire.
Il capitano entra nell'ufficio di LaGuerta e si complimenta con lei per come ha diretto le indagini. Prima di andarsene le intima però di occuparsi solamente delle faccende di polizia e di lasciare a lui quelle di politica. LaGuerta sembra piuttosto irritata dal fatto che il capitano abbia fatto la conferenza stampa in sua assenza.
Dexter pensa che dalla morte di Harry sia sempre stato solo, ma ora per la prima volta si "sente" solo. Jeremy è morto e presto Neil Perry scomparirà nei meandri del sistema. Dexter ha bisogno di conoscerlo, di comunicare faccia a faccia, prima che scompaia dalla sua vita per sempre. Per questo fa portare Perry nella stanza degli interrogatori, ma a quanto pare Perry sembra non avere la minima idea di chi sia Dexter. Dexter capisce, soddisfatto, che Perry non è l'assassino del camion frigo.
- Guest star: Geoff Pierson (Capitano Tom Matthews), C.S. Lee (Vince Masuka), Mark Pellegrino (Paul Bennett), Sam Witwer (Neil Perry), Christian Camargo (Rudy Cooper), Mark L. Young (Jeremy Downs), Lizette Carrion (Shanda), Brad William Henke (Tony Tucci), Christina Robinson (Astor Bennett), Daniel Goldman (Cody Bennett), David Batiste (Analista Informatico), Sewell Whitney (Difensore pubblico), Alex Demir (Guard), Colton James (testa di metallo), Bunnie Rivera (Laline), Jayden Lund (Supervisore), Darcy Fowers (Prostituta).

## Strizzacervelli in busta
- Titolo originale: Shrink Wrap
- Diretto da: Tony Goldwyn
- Scritto da: Lauren Gussis

### Trama
Angel e Dexter sono in una stanza buia e studiano le macchie di sangue con la luce nera. La vittima, una giovane donna in una vasca da bagno, ha una pistola in mano e Angel pensa che si sia suicidata. Dexter non crede nell'ipotesi del suicidio perché la scelta di una pistola per uccidersi è tipica degli uomini. La vittima era una donna ricca che manteneva il marito artista. Proprio il marito, il signor Gayle, è convinto che non sia un suicidio, ma che qualcuno l'abbia uccisa. Doakes chiede se avessero problemi sentimentali e Gayle risponde che la moglie, un pubblico ministero, stava passando un brutto periodo sul lavoro e che probabilmente qualche criminale che ha mandato in carcere l'ha uccisa. Sembra che il rapporto tra Rudy e Deb proceda per il meglio. Doakes chiama Deb e le chiede di fare qualche indagine nel vicinato per sapere qualcosa in più sul marito della vittima.
Dexter va da Rita e vi trova Paul. Paul dice che Rita è bloccata nel traffico e che ne ha approfittato per avere un'ora in più con i ragazzi, naturalmente in presenza del supervisore. Paul si scusa per ciò che è successo il giorno prima. Dexter dice ai ragazzi di aver portato della cioccolata calda, ma Cody ribatte che ci ha già pensato loro padre.
Dexter cerca di capire se esiste qualcosa che accomuna le tre donne morte suicide nell'ultimo periodo (Meghan Dowd, Carolyn Jillian e Vanessa Gayle). LaGuerta chiede a Dexter il rapporto sul sangue di Vanessa Gayle e Dexter dice che è riuscito solamente a capire che il colpo è stato sparato da vicino. Intanto arriva il capitano Matthews e dice a LaGuerta che l'accusa vuole il fascicolo sull'assassino del camion frigo. A quanto pare il capitano si è preso tutti i meriti per l'arresto di Perry e LaGuerta sembra essere piuttosto irritata da questa cosa. LaGuerta chiede a Dexter se è ancora convinto che abbiano preso l'uomo sbagliato e lui risponde affermativamente. Dexter scopre che le tre donne andavano in terapia dal dottor Emmett Meridian e così decide di fissare un appuntamento per provare a carpire qualche informazione. Dexter dice al dottore di essere lì perché una sua amica si è suicidata, nonostante avesse tutto nella vita e non capisce il senso di questo suo gesto. Meridian dice che per alcune persone la morte ha perfettamente senso, mentre la vita è solo un puzzle. Inoltre il dottore dice a Dexter che lui sta usando la storia del suicidio solo per avere una scusa per vederlo. Dexter pensa che il dottore sappia fare il proprio mestiere e si chiede come mai allora le sue pazienti muoiano. Dexter sbircia nel calendario degli appuntamenti di Meridian. All'ora della morte di Vanessa, Meridian aveva un appuntamento con Scott Soloman. Il dottore inizia a fare domande a Dex sulla sua vita privata, così lui gli risponde che sarebbe più facile aprirsi se anche Meridian raccontasse qualcosa di sé stesso. Il dottore dice che questo è il classico comportamento di chi vuole sempre avere il controllo su tutto. Meridian chiede a Dexter se si è mai sentito vicino a qualcuno e Dex risponde che questa persona è Harry. Il dottore vuole sapere di più sul padre adottivo, ma Dexter resta vago.
In un flashback si vede il giovane Dexter prendere Harry da dietro e legargli una corda attorno al collo. Dopo averlo liberato, Harry si complimenta per la bella imboscata. Dexter è euforico per aver finalmente "battuto" Harry. Il padre gli dice che non è un gioco, che lui gli sta insegnando queste cose perché è l'unico modo che ha per tenerlo lontano dalla sedia elettrica. LaGuerta va a far visita a Perry, per assicurarsi che sia davvero l'assassino. LaGuerta lo informa che ci sono prove che non coincidono, come le impronte digitali. Lui così le mostra i polpastrelli bruciati, ma LaGuerta dice che l'ha fatto perché probabilmente sapeva che le impronte non avrebbero coinciso. LaGuerta vorrebbe solo che la storia di Perry fosse vera, così lui le dice di poterla aiutare, ma in cambio vuole parlare con la stampa. Intanto Dexter trova un modo per avvicinare Scott Soloman e verificare l'alibi del dottor Meridian. La notte in cui la vittima è morta Scott era in terapia dal dottore. Per questo motivo decide di prendere un altro appuntamento con Meridian per poterci vedere più chiaro. Intanto Deb e Rudy sono a letto a coccolarsi dopo aver fatto l'amore. Deb inizia a piangere e Rudy vuole sapere il perché. Deb dice che ogni volta che si è trovata nuda con qualcuno è stato solo per "questioni di lavoro" (riferito a quando faceva la prostituta sotto copertura), ma ora è diverso: sente che con Rudy non sia stato solo sesso ma amore.
Paul è fuori con i bambini e Rita si accorge dell'assenza del supervisore. Lui spiega che il supervisore l'ha chiamato per dire che non sarebbe potuta venire. Rita si arrabbia e pensa di essere l'unica che voglia realmente che questa cosa funzioni. Paul, riesce a manipolare Rita convincendola che, per questa volta, non ci sia nulla di male se stanno con i bambini insieme. Rita annulla il suo pranzo con Dexter.
Dexter nel suo ufficio cerca di scoprire altri indizi. Masuka entra e porta i risultati dell'analisi forense su Vanessa Gayle: il colpo è stato sparato dalla sua mano e non da quella del marito. La traiettoria dello sparo e la presenza di droghe nel suo corpo fanno pensare al suicidio. Dex comunque ancora non è convinto e pensa che lo psicologo possa aiutarlo a schiarirsi le idee. Così Dexter torna, come paziente, da Meridian. Dexter gli dice che la gente cerca sempre di passare per qualcuno che non è. Meridian chiede a Dex se è così che anche lui si sente, come se stesse nascondendo un oscuro segreto. Dopo aver visto una videocamera nascosta in una pianta, Dexter dice che non si riferisce a sé stesso ma invece a Meridian, che fa quello che fa per lavoro e non perché tenga davvero alla gente. Meridian nega e fa altre domande a Dex sul lavoro e su Rita. A quanto pare le cose non vanno così bene e lui gli consiglia di accettare che a volte possa esserci qualcosa che nessuno può controllare e di lasciar perdere.
In un altro flashback il giovane Dexter viene deriso da un bulletto più grande di lui. Dex dice ad Harry che avrebbe voluto ucciderlo, ma che ovviamente non l'ha fatto. Harry dice che dev'essere stato difficile andarsene senza fare nulla e che è orgoglioso di lui. Perry rilascia un'intervista ad un giornalista. LaGuerta entra e chiede a Perry se è pronto ora a parlare del caso anche con lei. Perry le rivela di aver capito che quello non era un vero giornalista e la minaccia di non collaborare più. Neil continua dicendo di avere scoperto come è diventata tenente: lei e Doakes, che erano partner, lavoravano su un caso di droga. LaGuerta è stata solo fortunata a trovarsi al posto giusto nel momento giusto e si è presa tutti i meriti. Perry si chiede se Doakes sarebbe diventato un bravo tenente. LaGuerta dice di essersi meritata la promozione.
È notte e Dexter irrompe nell'ufficio di Meridian per provare che la morte di quelle tre donne sotto le sue cure non è stata una coincidenza. Rita manda un sms a Dexter, chiedendogli dove si trovi. L'uomo entra nel computer di Meridian e trova i video delle tre donne. Dopo aver cancellato la sua cartella, inizia a esaminare il video di Vanessa Gayle. Lei gli chiede altri antidepressivi, ma lui rifiuta dicendo che è ora che lei cominci a camminare con le proprie gambe. Poi apre il video di un'altra donna che dichiara di "voler morire". Meridian le dice di comprendere il desiderio della morte. Niente più sofferenza, stress lavorativo, la mancanza di speranza: sparirebbe tutto. Dexter apre un altro video di un'altra donna. In questo video Meridian dice alla donna che in molte culture il suicidio non viene visto come un disonore e che il metodo meno sofferente e più utilizzato sia la pistola. La donna chiede come la gente riesca a farlo. Dexter capisce che il dottore spingeva le donne a fidarsi di lui per poi convincerle a suicidarsi. Rita gli manda un altro sms dicendogli che vuole vederlo.
Rita dedica un'accoglienza molto sexy a Dexter. Ha paura di avergli dato un'idea sbagliata per aver cancellato il loro pranzo per stare con Paul e i bambini. Dexter le chiede come sia andata e Rita risponde di avere paura. Rita dice, inoltre, che è ancora traumatizzata e che per lei sarebbe molto facile ricadere nella sua vecchia vita ma che la sua nuova vita le piace molto. Rita si spoglia, dicendo di essere pronta e che vuole passare la notte con lui. Ma Dex le dice che deve tornare al lavoro e se ne va pensando che ogni volta che sta con una donna essa vede ciò che lui è realmente: vuoto. Pensa, inoltre, che non ha abbastanza prove per uccidere Meridian e che ha bisogno di un'altra seduta.
Doakes incontra Deb alla centrale e le chiede dove sia stata. Lei così gli dice del suo nuovo fidanzato. LaGuerta chiede a Doakes se lui abbia raccontato a qualcuno del caso che l'ha portata alla promozione. Doakes dice di no, quindi LaGuerta capisce che Perry sa tutte quelle cose perché è riuscito a entrare nel database della polizia.
Dexter è da Meridian e gli parla di ciò che è successo con Rita. Lui gli dice che è spaventato da ciò che lei potrebbe vedere e che tutti nascondiamo una belva malvagia dentro di noi e che per domarla dobbiamo accettarla e lasciarla uscire ogni tanto per farla sfamare. Meridian decide di usare una tecnica di rilassamento per capire, tra i suoi ricordi, quali siano le radici dei problemi di Dexter. Dexter vede in rapida successione vari spezzoni della sua vita, fino a quando la memoria si ferma su un bambino che piange completamente ricoperto di sangue all'interno di un container. Dexter si alza dal divanetto di Meridian completamente sudato e se ne va. Dexter si precipita da Rita e appena apre la porta inizia a baciarla e fanno l'amore passionalmente. Rita a quanto pare è rimasta più che soddisfatta dall'accaduto e dice a Dex che dovranno inventarsi qualcosa da dire ai bambini per le prossime volte, in modo che Dex non debba andarsene via furtivamente. A quanto pare Rita non vuole fuggire da Dex. LaGuerta va da Neil Perry ancora, dicendo di avere bisogno di un consulto. Tira fuori da un frigo una testa mozzata e chiede a Neil che tecnica abbia usato il killer per tagliarla. Neil a quel punto esplode, terrorizzato dalla visione, implorando di tenere lontano la testa da lui. Così LaGuerta ha scoperto finalmente che l'assassino del Camion Frigo non è lui.
LaGuerta va dal capitano Matthews dicendogli che Perry ha ritrattato la propria confessione e che era solo un emulatore. Il capitano dice che ci sono troppe prove contro di lui e che quindi andranno avanti fino al processo, portando tutto ciò che hanno al procuratore.
Dexter va da Meridian raccontandogli di lui e Rita e dicendo che la terapia gli ha fatto davvero bene. Meridian allora gli chiede di che cosa voglia parlare oggi. Dexter allora gli confessa di essere un serial killer. Meridian pensa che Dex stia scherzando e Dexter gli risponde che invece è serissimo. Conosce la belva malvagia che c'è all'interno di Meridian, ricordandogli le sue tre pazienti che ha spinto a suicidarsi. Meridian quindi cerca di andarsene ma Dex lo prende per la gola e lo addormenta. Il dottore si sveglia in seguito, avvolto nella plastica. Dexter è di fianco a lui e gli chiede come mai scegliesse solo donne potenti, ipotizzando che lo facesse per renderle impotenti. Dexter raccoglie il campione di sangue di Meridian dicendogli che gli è grato per averlo aiutato ad accettarsi ma che comunque lui è cresciuto con dei principi diversi, uccidendolo subito dopo.
Rudy chiama Deb dicendole che arriverà tardi perché ha del lavoro da fare. Quando Rudy riaggancia va al PC a controllare la posta. Di fianco al computer c'è il resto della bambola di cui Dexter ha solo la testa. Poi si alza, va in una cella frigorifera ed inizia a tagliuzzare un nuovo corpo, lasciando capire allo spettatore che l'assassino del camion frigo è lui.
- Guest star: Geoff Pierson (Capitano Tom Matthews), C.S. Lee (Vince Masuka), Mark Pellegrino (Paul Bennett), Christian Camargo (Rudy Cooper), Sam Witwer (Neil Perry), Tony Goldwyn (Dr. Emmett Meridian), Mark Matkevich (Alex), Milauna Jemai (), Kyle Lupo (Scott Solomon), Christina Robinson (Astor Bennett), Daniel Goldman (Cody Bennett), Devon Graye (Dexter adolescente), Suzanne Lanza (Vanessa Gayle), Rolando Millet (Ufficiale giudiziario), Del Hunter-White (Supervisore), R.F. Daley (D.A.), Renneker Jenkins (Joshua), K.C. Ramsey (Reporter), René Ashton (Meghan Dowd), Mary Chris Wall (Carolyn Jillian).

## Segreti di famiglia
- Titolo originale: Father Knows Best
- Diretto da: Adam Davidson
- Scritto da: Melissa Rosenberg

### Trama
Dexter riceve la notizia della morte del suo padre biologico e tutto questo è davvero uno shock per lui, perché in base a quello che gli disse il suo padre adottivo, il vero padre dovrebbe essere morto da circa 30 anni.
Dexter deve andare alla casa del suo vero padre per prendere le sue cose e Rita si offre di aiutarlo; anche Debra e Rudy li raggiungono, pensando semplicemente di trascorrere un po' di tempo insieme. Quella sera quando Paul irrompe in casa di Rita ubriaco e le chiede di fargli vedere i bambini lei rifiuta e tenta di calmarlo vanamente. Quando Paul tenta di aggredire e violentare Rita quest'ultima avendo previsto che sarebbe potuto accadere tirata fuori una mazza che teneva nascosta sotto il letto per difendersi lo pesta per difendersi e chiama la polizia per farlo arrestare.
Intanto a Miami, Doakes è coinvolto in una sparatoria con un haitiano di mezza età. Gli investigatori degli affari interni e Batista devono decidere se lui dirà la verità sulla sparatoria o se dovrà sostenere la falsa versione di Doakes sull'incidente in questione.
- Guest star: C.S. Lee (Vince Masuka), Christian Camargo (Rudy Cooper), Mark Pellegrino (Paul Bennett), Dominic Janes (giovane Dexter), Dakin Matthews (Dr. Pittman), Joseph Lyle Taylor (Sergente McKay), Jeanette Miller (Elderly), Christina Robinson (Astor Bennett), Daniel Goldman (Cody Bennett), Laura Marano (giovane Debra), Kathrin Middleton (Doris Morgan).

## Bagno di sangue
- Titolo originale: Seeing Red
- Diretto da: Michael Cuesta
- Scritto da: Kevin Maynard

### Trama
Dexter viene chiamato sulla scena di un crimine: una stanza d'albergo piena del sangue di almeno cinque persone. Quando il tecnico entra per analizzare la situazione, nella sua mente riaffiorano i ricordi della sua infanzia e lo shock è così forte da farlo stare male. Intanto Rita decide di assumere un avvocato dato che Paul ha fatto causa contro di lei per avere la custodia dei loro figli. Batista segue una nuova traccia sul caso del serial killer del camion frigo che lo porta a un passo dallo smascherare il sadico serial killer. Successivamente Batista viene aggredito e accoltellato da un uomo mascherato che poi fugge. Dopo che Paul minaccia Dexter e Rita di portare loro via i bambini, Dexter, avendone avuto abbastanza, lo stende con una padellata in testa e lo riporta nel motel dove, per liberarsi di lui senza ucciderlo, inscena una sua overdose, facendolo così accusare di recidività e aiutando in tal modo Rita ad avere giustizia. Dexter torna sulla scena del bagno di sangue e continua ad avere visioni macabre della sua infanzia. 
- Guest star: Geoff Pierson (Capitano Tom Matthews), C.S. Lee (Vince Masuka), Mark Pellegrino (Paul Bennett), Christian Camargo (Rudy Cooper), Malcolm-Jamal Warner (Avvocato di Rita), Graciella Evelina Martinez (Monique), Ruth Zalduondo (Assistente Sociale), Christina Robinson (Astor Bennett), Daniel Goldman (Cody Bennett), Maxwell Huckabee (Dexter a tre anni), Roxanne Beckford (Reporter Candice DeSallee), Wiley M. Pickett (Sceriffo), Symba (Donna sexy), Christine Barger (Pierced Chick), Sage Kirkpatrick (Donna), Jennifer Shon (Giovane), Teddy Lane Jr. (Jerry), Romeo Brown (Andy), Robert Della Cerra (Poliziotto), Del Hunter-White (Supervisore giudiziario).

## La verità è svelata
- Titolo originale: Truth Be Told
- Diretto da: Keith Gordon
- Scritto da: Timothy Schlattmann e Drew Z. Greenberg

### Trama
Il killer del camion frigo rapisce qualcuno di molto vicino a Dexter, costringendolo a giocare a un nascondino mortale. Il killer del camion frigo colpisce ancora, lasciando un vero incubo prima di Natale al Santa's Cottage. Ma questa volta, Dexter nota che l'omicidio non è così "ordinato" come i precedenti, come se il killer avesse fretta di lasciare Miami. Ma in realtà, il killer ha rapito qualcuno molto vicino a Dexter per farlo cadere in una trappola che cambierà la vita di Dexter per sempre. Intanto, il sergente Doakes nota che Dexter si comporta in modo strano al dipartimento della omicidi e arriva a chiedersi se Dexter non sia in realtà il killer del camion frigo.
- Guest star: Geoff Pierson (Capitano Tom Matthews), C.S. Lee (Vince Masuka), Mark Pellegrino (Paul Bennett), Christian Camargo (Rudy Cooper), Margo Martindale (Camilla), Graciella Evelina Martinez (Monique), Angela Alvarado (Nina Batista), Debbie Lee Carrington (Patty), Christina Robinson (Astor Bennett), Daniel Goldman (Cody Bennett), Romeo Brown (Andy), Teddy Lane Jr. (Jerry), Kevin Thompson (Elfo), Francisco Viana (Detective Simms), Maite Schwartz (Reporter), Amanda Tepe (Tecnico di laboratorio), Erica Luttrell (Library Aide).

## Nato libero
- Titolo originale: Born Free
- Diretto da: Michael Cuesta
- Scritto da: Daniel Cerone e Melissa Rosenberg

### Trama
Nella memoria di Dexter riaffiorano ora i ricordi che aveva perduto in seguito al terribile trauma infantile che aveva subito; questo sconvolgimento nella sua realtà rischierà seriamente di compromettere la sua copertura e di fargli commettere delle imprudenze. Il sergente Doakes, che ha sempre palesato la sua antipatia per Dexter, sospetta che il collega della scientifica non abbia condiviso degli elementi di fondamentale importanza per la risoluzione dell'indagine; decide così di seguirlo, finendo per sorprenderlo al porto in cerca di qualcosa tra dei container. Nel frattempo, mentre Dexter continua a non esser disponibile per Rita, il suo ex-marito Paul, dal carcere, tenta di convincerla che il suo nuovo fidanzato è un uomo molto pericoloso e le consiglia di tenere Dexter alla larga dai propri figli.
- Guest star: Geoff Pierson (capitano Tom Matthews), C.S. Lee (Vince Masuka), Mark Pellegrino (Paul Bennett), Christian Camargo (Brian Moser), Judith Scott (Tenente Esme Pascal), Scott Atkinson (Bob Hicks), Christina Robinson (Astor Bennett), Daniel Goldman (Cody Bennett), Maxwell Huckabee (Dexter bambino), Brandon Killham (Brian bambino), Sage Kirkpatrick (Laura Moser), Josh Phillips (Uomo indigente), Josh Wingate (Paramedico), P.J. Marino (guidatore), John C. McDonnell (Manager), Jennifer Echols (Infermiera), Kathleen Mary Carthy (Dottore), Morgan H. Margolis (Poliziotto), Christie Lynn Smith (Madre), Mary Alyce Kania (Karen), Francisco Viana (detective Simms), Patrick Malone (Tecnico).